# Trachypithecus obscurus styx
O Trachypithecus obscurus styx é uma das 7 subespécies de Trachypithecus obscurus.

## Estado de conservação
Esta subespécie encontra-se na lista vermelha da IUCN como vulnerável, pois encontra-se numa área bem restrita na ilha Perentian Besar, apesar de não ser suscetível à caça.